# Лейтау, Юрий
Юрий Лейтау (Iúri Gabriel Dantas Leitão, род. 3 июля 1998, Виана-ду-Каштелу, Португалия) — португальский профессиональный велогонщик, выступающий за испанскую команду Caja Rural-Seguros RGA. Специализируется в трековом и шоссейном велоспорте, многократный чемпион Европы и мира, олимпийский чемпион 2024 года в мэдисоне.

## Карьера

### Ранние годы
Родился в Виана-ду-Каштелу, с детства увлекался велоспортом. В 6 лет вступил в велошколу Santa Marta de Portuzelo, позже выступал за клубы Bairrada, Sicasal и Mortágua.

### Достижения в юниорах
В 2016 году стал чемпионом Португалии среди юниоров в гонке по очкам в Анадии.

### Профессиональная карьера
С 2021 года — профессионал. В 2021 году завоевал серебро на чемпионате мира в Рубэ (Франция) в гонке по elimination.
В 2023 году стал чемпионом мира в омниуме в Глазго, набрав 187 очков.

### Олимпийские игры 2024
На Олимпийских играх 2024 в Париже завоевал:
- Золото в медисоне (в паре с Руи Оливейрой)
- Серебро в омниуме[6]

## Достижения

### Трековые гонки
- Чемпион Европы:
  - Scratch (2020, 2022, 2024, 2025)
  - Гонка по очкам (2025)
- Чемпион мира в омниуме (2023)
- Олимпийский чемпион в медисоне (2024)

### Шоссейные гонки
- Победитель Тур Греции 2023 — генеральная классификация и классификация по очкам[7]